# Jasyn Chamid
Jasyn Sułejmanowycz Chamid, ukr. Ясин Сулейманович Хамід (ur. 10 stycznia 1993 w Charkowie) – ukraiński piłkarz pochodzenia egipskiego, grający na pozycji napastnika.

## Kariera piłkarska

### Kariera klubowa
Wychowanek Szkoły Piłkarskiej w Charkowie oraz Metałurha Donieck, barwy których bronił w juniorskich mistrzostwach Ukrainy (DJuFL). W listopadzie 2008 rozpoczął karierę piłkarską w drużynie rezerw FK Charków. Latem 2009 przeniósł się do Metałurha Donieck. Latem 2014 został wypożyczony na pół roku do Stali Ałczewsk. Na początku 2015 wyjechał do Azerbejdżanu, gdzie został piłkarzem AZAL PFK Baku. Na początku 2016 zasilił skład Rəvanu Baku. 24 czerwca 2016 podpisał kontrakt z Zirə Baku.

### Kariera reprezentacyjna
Występował w juniorskich reprezentacjach U-16, U-17 i U-18.